# Лоунпайн (Монтана)
Лоунпайн (англ. Lonepine) — переписна місцевість (CDP) в США, в окрузі Сендерс штату Монтана. Населення — 177 осіб (2020).

## Географія
Лоунпайн розташований за координатами 47°41′32″ пн. ш. 114°38′23″ зх. д. / 47.69222° пн. ш. 114.63972° зх. д. (47.692119, -114.639625).  За даними Бюро перепису населення США в 2010 році переписна місцевість мала площу 35,91 км², з яких 34,84 км² — суходіл та 1,07 км² — водойми.

## Демографія
Згідно з переписом 2010 року, у переписній місцевості мешкали 162 особи в 63 домогосподарствах у складі 44 родин. Густота населення становила 5 осіб/км².  Було 75 помешкань (2/км²).
Расовий склад населення:
| - 87,7 % — білих - 3,1 % — корінних американців - 0,6 % — азіатів |

До двох чи більше рас належало 8,0 %. Частка іспаномовних становила 3,7 % від усіх жителів.
За віковим діапазоном населення розподілялося таким чином: 32,7 % — особи молодші 18 років, 50,0 % — особи у віці 18—64 років, 17,3 % — особи у віці 65 років та старші. Медіана віку мешканця становила 41,0 року. На 100 осіб жіночої статі у переписній місцевості припадало 107,7 чоловіків;  на 100 жінок у віці від 18 років та старших — 109,6 чоловіків також старших 18 років.
Середній дохід на одне домашнє господарство  становив 49 532 долари США (медіана — 47 083), а середній дохід на одну сім'ю — 61 845 доларів (медіана — 55 000). Медіана доходів становила 41 250 доларів для чоловіків та 26 944 долари для жінок. За межею бідності перебувало 3,0 % осіб, у тому числі 0,0 % дітей у віці до 18 років та 21,7 % осіб у віці 65 років та старших.
Цивільне працевлаштоване населення становило 71 осіб. Основні галузі зайнятості: сільське господарство, лісництво, риболовля — 23,9 %, будівництво — 22,5 %, роздрібна торгівля — 14,1 %, освіта, охорона здоров'я та соціальна допомога — 14,1 %.